# Lago Hornavan
O lago Hornavan ( pronúncia; em lapão de Luleå Tjårvek) é o 2º maior lago da província histórica da Lapónia, no norte da Suécia. Está localizado no município de Arjeplog, no condado de Norrbotten. Faz parte da bacia hidrográfica do rio Skellefte. Tem uma área aproximada de 262 km². É o lago mais profundo do país - 221 m. É conhecido pelos seus grandes salmões.

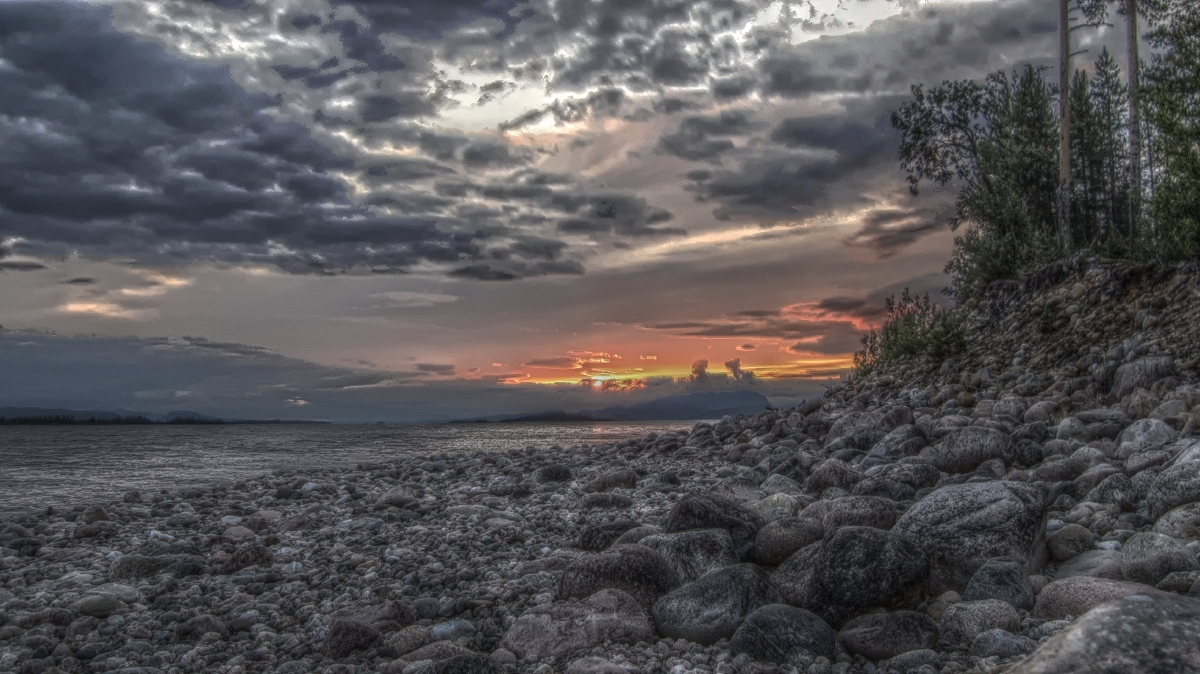
O Hornavan em 2009
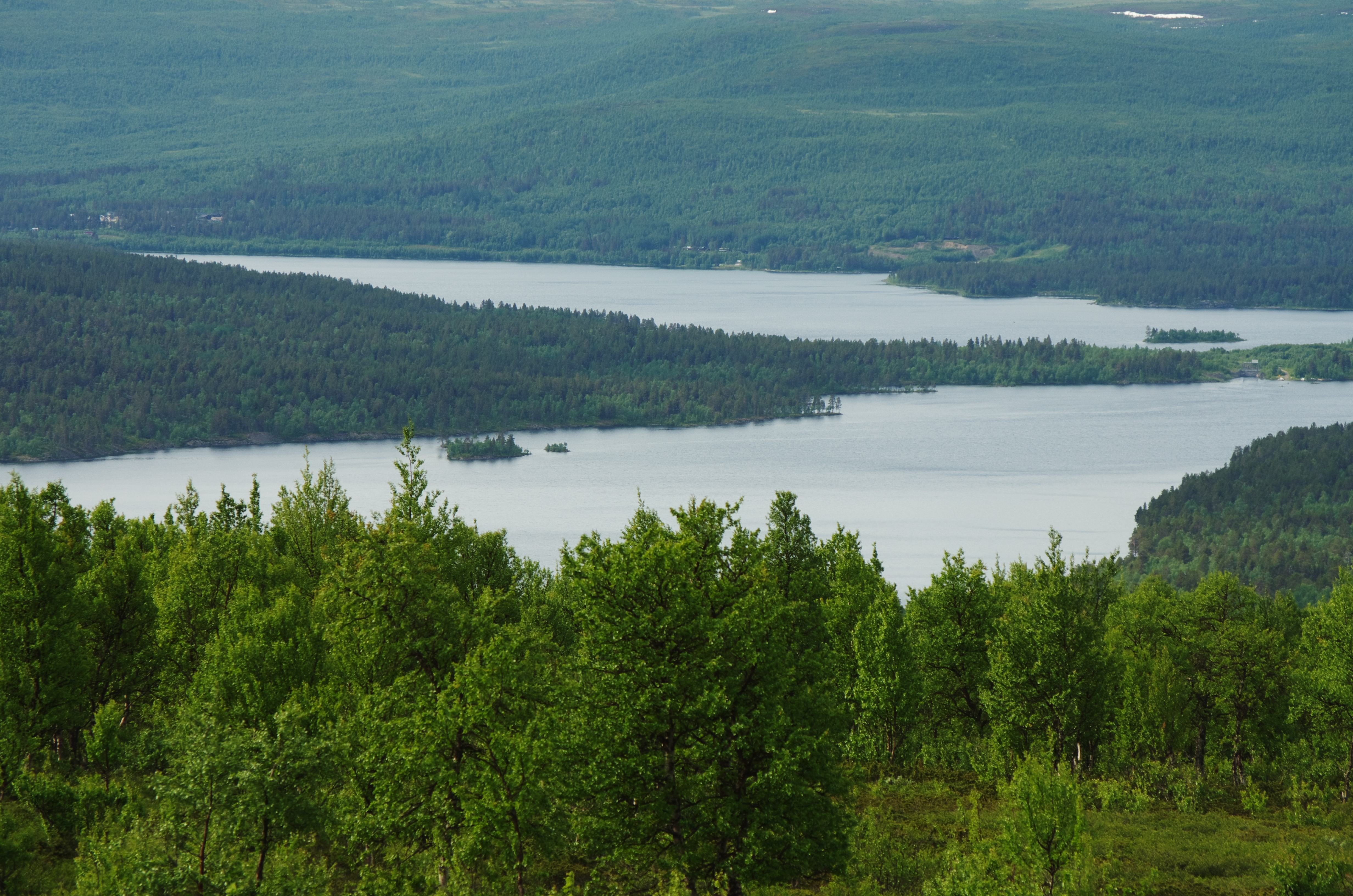
O canto de noroeste do Hornavan